# فردریک سپدا
فردریک سپدا (انگلیسی: Frederich Cepeda؛ زادهٔ ۸ آوریل ۱۹۸۰) بازیکن بیس‌بال اهل کوبا است.
وی در مسابقات کشوری و بین‌المللی در مجموع برندهٔ ۹ مدال طلا، ۳ مدال نقره، ۲ مدال برنز شده‌است.